# القسم الثالث في المستشارية

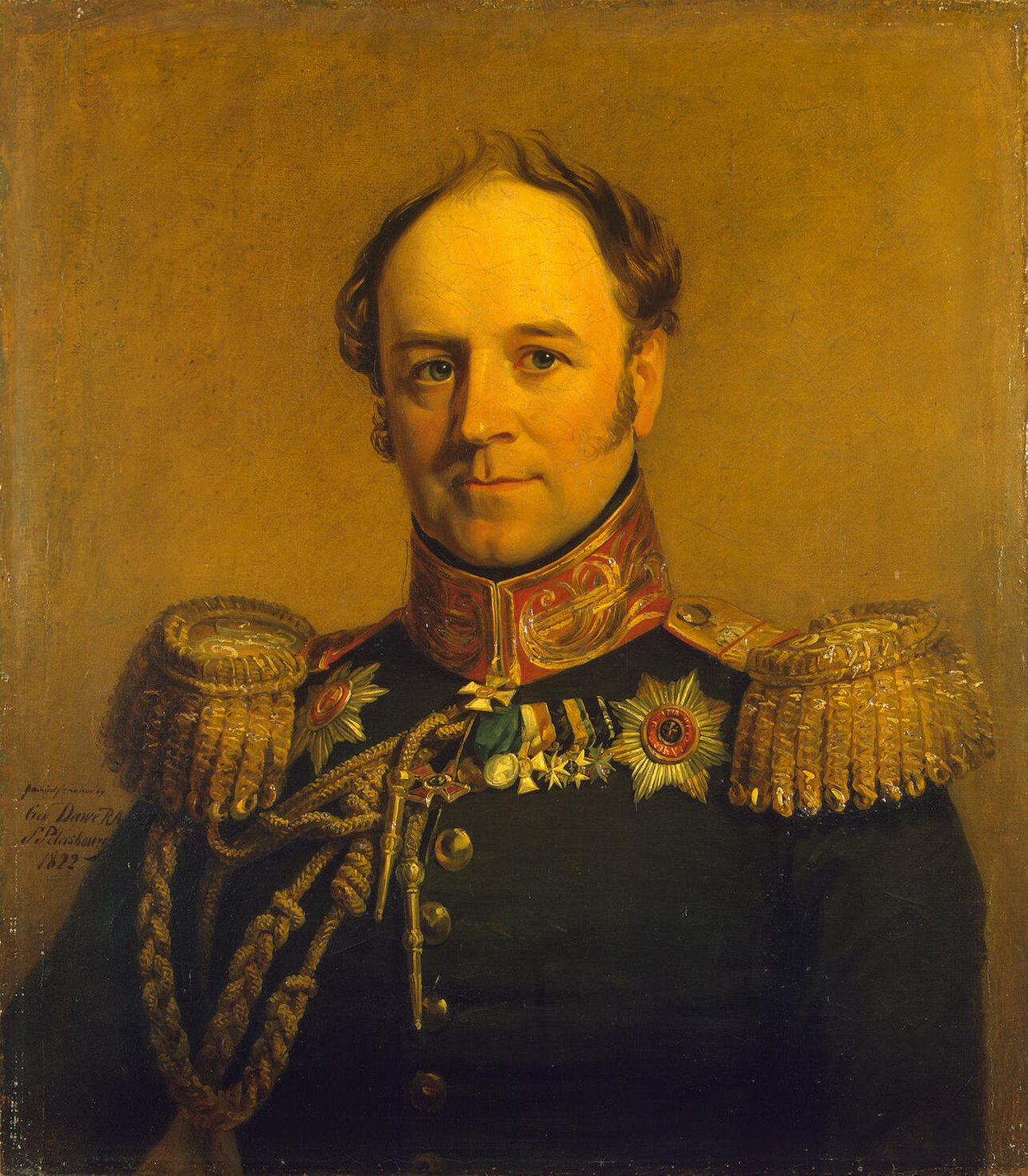

القسم الثالث لمستشارية الإمبراطور (بالروسية: Tretiye Otdeleniye أو отделение собственной Е.И.В канцелярии، أحيانا تترجم إلى الإدارة الثالثة) كان القسم السري الذي أنشئ في الإمبراطورية الروسية، ووريث Tayny Prikaz ومستشارية الملكة ومستشارية الاختصاص. المنظمة كانت صغيرة نسبيا. أنشئت في عام 1825، إلا أنها تضمنت ست عشرة محققا. وارتفع هذا العدد إلى الأربعين في عام 1855  وتم حله في عام 1880 وحل محله أوخرانا.
نظم القسم الثالث في الأقسام التالية (ekspeditsiya) :
- أولا : الشرطة العليا (الجرائم السياسية وأعداء النظام)
- ثانيا : الطوائف الدينية التزوير والقتل والسجون، والقنانة
- ثالثا : الأجانب
- رابعا : الحوادث، وشؤون الموظفين
- الخامس (1842) : الرقابة على المسرحيات (التي تؤديها الإدارة الأولى منذ عام 1828)

الكونت ألكسندر بينكيدورف كان أول رئيس للقسم في 1826. انه الشخص الذي حاول تحذير ألكسندر الأول من مؤامرة الديسمبريين ؛ بالتالي نيكولاي الأول رئيسا مثاليا للقوة سرية. كما خدم في منصب كبير رجال الدرك ، ولكن مكتب المدير التنفيذي للقسم الثالث لم يكن رسميا اندمجت مع قائد الدرك وحتى 1839.
تأمل بينكيندورف الإدارة انها ستكون نوعا من الطبيب الأخلاقي للشعب ؛ منظمة لأنها على ثقة واحترام. في البداية، الدرك، وغالبا ما يسمى الملائكة الزرق بسبب زيهم الأزرق والأبيض، تف هذا الأمل—أثبتوا أنهم أكثر كفاءة في المحافظة على القانون والنظام من الشرطة العادية.
ولكن، مع مرور الوقت تدهورت سمعتهم بعد أن أصبح أسهل تدريجيا لسجن من التحقيق. القسم الثالث والدرك أصبحا مرتبطين أساسا لقمع أي أفكار ليبرالية، فضلا عن فرض رقابة صارمة على الصحافة المطبوعة ومسرحيات. على الرغم من أن ثلاثة فقط من الدوريات كانت محظورة تماما من أي وقت مضى، كانت معظم بشدة تحريره. إنها حريصة على قمع 'خطير' للأفكار الليبرالية الغربية، مثل النظام الملكي الدستوري، أو حتى الجمهوري. تم الاحتفاظ بها طوال عهد نيكولاي الأول، والآلاف من المواضيع تحت مراقبة صارمة.
في نهاية المطاف، قوضت صورة القسم والدرك إلى حد كبير عندما فشل في قمع الحركة الثورية وتصاعد أعمال الإرهاب ضد مسؤولين حكوميين. شبكة واسعة من المخبرين والعملاء في كثير من الأحيان قدمت شيئا أكثر من الشائعات والافتراءات. حتى رئيس قسم ميسينتيف وقع ضحية للقتل في عام 1878. بعد 5 فبراير 1880 من محاولة اغتيال القيصر ألكسندر الثاني، وكلاهما في القسم الثالث وفيلق الدرك كان خاضعا للجنة التنفيذية العليا تحت الكونت لوريس-ميليكوف، الذي نصح ثم فصل من القسم الثالث. فيلق الدرك تم نقله إلى وزارة الشؤون الداخلية إدارة الشرطة.

## رؤساء القسم الثالث
- الكونت الكسندر خريستوفوروفتش بينكيندورف (1826-1844)
- الكونت فيودوروفيتش أليكسي أورلوف (1844-1856)
- الأمير فاسيلي دولغوروكوف (1856-1866)
- الكونت بيوتر شوفالوف (1866-1874)
- الكسندر لفوفتش بوتابوف (1874-1876)
- نيكولاي ميزنتسيف فلاديميروفيتش (1876-1878)
- الكسندر رومانوفتش درينتلن (1878-1880).

## مقالات أخرى
- رونالد هينغلي، الشرطة السرية الروسية : في بلدية موسكو، الامبراطوري، والأمن السياسي السوفياتي العمليات (سايمون اند شوستر، نيويورك، 1970). ردمك 0-671-20886-1
- موقد غاز، والعين : الشرطة السرية وضحاياهم (لقاء الكتب، سان فرانسيسكو، 2003). ردمك 1 - 893554 - 66 - العاشر